# Hjalmar Braxén
Hjalmar Gustaf Braxén, född 1860, död 1909, var en finländsk författare, kompositör och predikant.

## Psalmer
- Sabbatsmorgon stilla (nr 524 i Svenska Missionsförbundets sångbok 1920) översatt till svenska av Herman Råbergh.